# 次元潜航艇
次元潜航艇（じげんせんこうてい）は、テレビアニメ『宇宙戦艦ヤマトIII』に登場する架空の宇宙艦艇。潜宙艦の一種。デザイン担当は板橋克己。

## 諸設定
| 全長 | 192 m                                                                          |
| 主機 | 波動エンジン                                                                   |
| 武装 | - 亜空間魚雷発射管×6門 - 前部上甲板多連装ミサイルランチャー×2基 - 連装砲塔×2基 |

ガルマン・ガミラス帝国が保有する特殊戦闘艦艇。次元断層や亜空間に潜む特殊能力を付与された戦闘艦艇であり、現実世界における潜水艦に相当する。
塗装はグリーン。直方体に近いシンプルな面構成を持ち、先端部分に開いた大きな開口部と、その周囲の鮮やかな赤色の塗り分けが特徴である。司令塔の形状は、現実世界におけるタイフーン型原子力潜水艦などのセイル状ドームが重なった形状をしている。司令塔には、レールによって前後に移動する機構が備わっている。「艇」と名がつくが、全長は200メートル近くあり、小さくはない。
亜空間断層発振装置によって、周囲に自由に亜空間断層を発生させることが可能であり、その中に潜むことで潜水艦と同様の奇襲攻撃を仕掛けることができる。亜空間に潜んだ潜航艇から通常空間を視認する際には、潜望鏡を使用する。通常の索敵方法では発見できず、一方的に攻撃できるが、亜空間ソナーなどの超空間探知装置を用いた探知は可能であり、波動爆雷による攻撃の影響も及ぶ。
通常空間（宇宙空間）を航行する際、現実世界の艦船が起こす波のような見た目の、通常空間と亜空間との境目である波のようなものを艦体に纏う。
主兵装として艦首に亜空間魚雷発射管6門を持つほか、前部上甲板に多連装ミサイルランチャー2基と、艦橋構造物前部には格納式で小型の砲身付連装砲塔2基がある（いずれも本編未使用）。
第14話の劇中描写で、搭載機関が波動エンジンであることが判明している。推進ノズルは2基ある。
初期案ではデスラー潜水艦と呼ばれていた。その後、多次元潜航艇に変更され、最終的には次元潜航艇となった。没になった準備稿には、板橋だけでなくもとのりゆきによって描かれたものもあった。また、本艇に関連したメカニックとして多次元潜航艇母艦と呼ばれる艦も考案され、「母艦によって運ばれる」というアイデアが存在した。

## 劇中での登場
第14・15・16話に登場する。
第14話で、東部方面総司令ガイデルの配下にして、「ガルマンウルフ」の異名で知られる名将・フラーケンの率いる艦隊を構成する艦艇として10隻が登場。東部方面軍総司令部に招集されたフラーケンは、ヤマトを撃滅するよう指令を受け、出撃する。異次元空間からの亜空間魚雷による一方的な攻撃を行い、ヤマトに損害を与えるが、訓練学校で亜空間戦闘を履修していた土門竜介に、潜望鏡を偶然に発見され、敵が亜空間に潜んで攻撃を仕掛けていることを看破される。土門の提案で、異次元攻撃に効果がある波動爆雷が亜空間に潜っていた潜航艇隊に向けて放たれた結果、1隻が被弾して通常空間に浮上したところをヤマトの主砲で撃沈される。続く第15話で、ヤマトを東部方面軍総司令部へおびき寄せようとするが、ヤマト側が亜空間ソナーを急遽製作して対抗してくる。フラーケンは友軍艦2隻を囮にし、亜空間ソナーにわざと探知させて撃沈させ、その攻撃音に紛れて接近して亜空間魚雷を大量に浴びせる。その後、東部方面軍総司令部のある方向へ陽動し、ヤマトを捕獲することに成功する。
第16話では、ガルマン・ガミラス本星の軍事パレード式典にて1隻が超低空航行している。

## リメイクアニメ
『宇宙戦艦ヤマト2199』において、フラーケンが先行登場し、その乗艦として次元潜航艦UX-01が登場する。続編となる『ヤマトよ永遠に REBEL3199』では、次元潜航艇の直接的なリメイクとして、UX-01の後継にあたるゼランダル級攻撃型次元潜航艦が登場する。
本シリーズでは、次元潜航に「ゲシュ＝ヴァール機関」という機関が設定されている。この機関は、通常空間の特性を持つ艦艇が亜空間に進入した場合、亜空間の量子エネルギー場との間にエネルギー差が生じ、エネルギーが艦艇から亜空間へ流出する「逆エネルギー勾配現象」が起こってしまうところを、船体を「トロポジカル絶縁状態」とすることによってエネルギーを閉じ込め、亜空間へのエネルギー拡散を防ぐ原理の機関とされている。
また、潜航する亜空間は亜空間ゲートで通過する亜空間と同質のものとされ、両者の違いは深度であり、浅いほど通常空間との座標のずれが少ないため、次元潜航艦が行う浅深度の潜航ではワープのような空間跳躍は起こらないとされる。
なお、以上の機関および亜空間に関する設定は『3199』で皆川ゆかの手により改めて設定されたものとのことである（『2199』当時の設定資料が見つからなかったため）。

### 次元潜航艦 UX-01
| 艦種 | 次元潜航艦 |
| 全長 | 144 m |
| 主機 | - ゲシュ＝タム機関（通常空間航行時） - ゲシュ＝ヴァール機関（次元潜航時） |
| 武装 | - 艦首亜空間魚雷発射管×6門 - 艦尾亜空間魚雷発射管×2門 - 99ミリ単装陽電子ビーム砲塔×1基（前甲板） - 33ミリ連装レーザー機関砲×1基（セイル後方） - ミサイル発射管×8門（艦首上面） - 空間機雷敷設装置×5基（後部甲板） |

『宇宙戦艦ヤマト2199』で、ヴォルフ・フラーケンが艦長を務めるガミラス艦。デザイン担当は石津泰志、艦内は山根公利。
通常空間のみならず、異次元空間への往来・航行も可能な特殊戦闘艦艇。通常空間では、他のガミラス艦と同様の波動推進「ゲシュ＝タム機関」で航行するが、次元潜航時は亜空間推進「ゲシュ＝ヴァール機関」に切り替えて航行する。また、異次元空間での推進エネルギー浪費を抑えるために備えられた多次元位相バラストタンクでエネルギー流出を抑えており、さらにそれを転用することで艦体の浮上や沈降を制御する。セイルには、次元潜望鏡や、その後方に超空間ケーブルでつながれた索敵プローブが備わっており、これらを通常空間に露出させて周辺の様子を探索できる。次元潜航時間は最高軍事機密となっており、公開されていない。
開発初期の実験段階では異次元空間からの浮上ができず、多くの試作艦が行方不明となっており、その存在を知る者からは「異次元の棺桶」と揶揄され、就役すら危ぶまれたという背景設定を持つ。『2199』劇中時点で就役中なのはUX-01のみで、開発費が高額かつ貴重な試作兵器ということもあり、総統直轄の特務艦とされている。
Uボートを元にデザインされており、艦の形状は水上船型をしている。艦首亜空間魚雷発射管の後方にはガミラス艦特有の「目玉」状構造物があり、艦尾上部には「ゲシュ＝タム機関」の推進ノズル、艦尾下部には「ゲシュ＝ヴァール機関」のスクリューが備わっている。
亜空間魚雷は通常の空間魚雷とは異なり、射出後に次元境界面を突破する必要があるため、ゲシュ＝ヴァール機関を小型化した亜空間推進タービンを搭載している。異次元空間内では泡のようなものを噴出しながら移動し、次元境界面を突破して通常空間に出た後はブースターに点火して目標へ急速接近する。
『宇宙戦艦ヤマト2202 愛の戦士たち』では特殊な新装備が追加されており、これを備えた4隻が連動することで、次元潜航能力を持たない艦を潜航させて移送することができる。

#### 劇中での登場（UX-01）
宇宙戦艦ヤマト2199
第12話から登場。ガル・ディッツがエルク・ドメルの依頼を受け、総統府を介さずに航宙艦隊総司令官の権限で彼に貸与する。銀河系外縁部を航行中のヤマトを奇襲するが、星間物質が大量に漂う原始星恒星系へ隠れられる。第13話では、星系外へデコイを射出して陽動を行い、ヤマトに亜空間ソナーを使用させてそれを逆探知することによって位置を掴み、攻勢に出る。しかし、古代進が独断で発進させたコスモシーガルの亜空間ソノブイによって索敵プローブを発見・破壊されたことから「目」を潰され、その隙に逃走される。
第14話では、ミーゼラ・セレステラからの命令で作戦に必要な特殊粒子をヤマトの予想進路上に散布した後、総統アベルト・デスラーからの「勅命」による、総統暗殺計画からデスラーを保護する任務に就くため、ドメルの指揮下を離れる。
第19話・第20話の七色星団海戦では、再びドメルに貸与され、ユリーシャ・イスカンダルの拉致任務に充てられる。FS型宙雷艇を後部甲板に乗せた状態でヤマトの近辺に身を潜め、第二次攻撃隊の爆撃によってヤマトのレーダーが破壊されたのを見計らって浮上し、宙雷艇をヤマトに接舷させると、ユリーシャ（実際にはユリーシャと誤認された森雪）の拉致に成功してヤマトから離れた宙雷艇を回収する。第21話では、惑星レプタポーダで雪を引き渡して任務を終えるが、囚人たちの反乱が発生したため、雪たちを再度収容してガミラス星に向かう。
デスラー政権崩壊後にはディッツの指揮下に入り、第25話では彼が各方面軍に出していた召還命令を無視したグレムト・ゲールの前に現れ、逮捕命令が出ていることを通告した後、攻撃してきたゲールが座乗するガイテロール級航宙戦艦「ゲルガメッシュ」を撃沈して帰投する。
宇宙戦艦ヤマト2202 愛の戦士たち
本作ではUX-01のほか、UX-02からUX-04までの同型艦も登場している。
第22話では、火星上空に待機している航宙戦闘母艦CCCの飛行甲板上に係留された状態で、2カットのみ映る形で初登場。第24話では4隻がヤマトを囲む形で連動し、ヤマトを異次元空間に潜航させて都市帝国の中枢手前まで送り届ける。
宇宙戦艦ヤマト2205 新たなる旅立ち
UX-01からUX-04の4隻が冒頭のガルマン星奪取作戦から全編を通して登場する。ガミラス民主政府からデスラー艦隊へ貸与されており、次元潜航艦隊として艦隊の一翼を担う。
第6話では前作で見せた移送能力を活用し、友軍が敵を陽動している間にイスカンダル星洋上に漂流する移民船団を少しずつ救出する作戦が行われた。しかし、敵がガミラスよりも優れた次元潜航技術を持っていたため、1度目の往復のタイミングで即座に気付かれ、2度目の往復前にUX-02を拿捕されてしまい、作戦継続は不可能となる。

### ゼランダル級攻撃型次元潜航艦
『ヤマトよ永遠に REBEL3199』に登場するガルマン・ガミラスの次元潜航艦。
UX-01で編制された次元潜航艦隊の活躍によって戦術的な有効性が確認された次元潜航艦を、戦略的な運用に発展させるべく開発された。
全長は211.5メートルまで大型化し、船体形状はUX-01の水上船型から葉巻型に変わっている。強固な船体と高い出力のゲシュ＝ヴァール機関を備え、従来よりも深い空間を航行できるほか、艦隊の指揮能力も向上させられ、次元潜航艦隊の旗艦として十全な運用も可能となっている。
本艦で構成される次元潜航艦隊はガルマン・ガミラス軍の艦隊戦略の最優先事項に位置づけられ、ガミラス星の崩壊と植民星の独立によって生産能力の衰えたガルマン・ガミラス軍の数少ない新規艦艇建造枠は次元潜航艦に多くが割り当てられている。